# YOKOSUKA 軍港めぐり
座標: 北緯35度17分1.892秒 東経139度39分42.924秒 / 北緯35.28385889度 東経139.66192333度

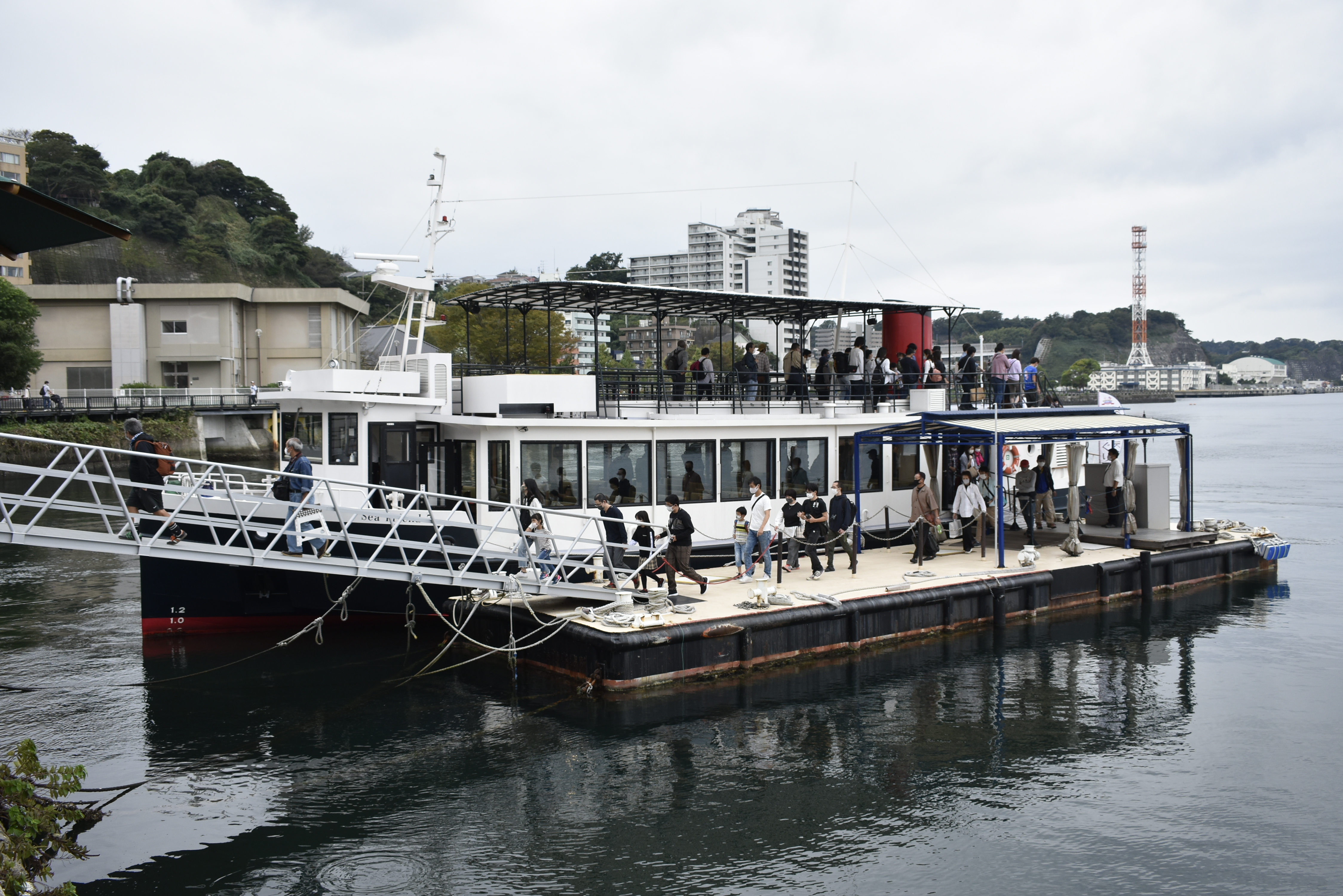
遊覧船「シーフレンド8」（2021年10月）

YOKOSUKA 軍港めぐり（よこすかぐんこうめぐり）とは、神奈川県横須賀市の横須賀港を周る遊覧船である。
運営会社はトライアングル。横須賀本港から長浦港を周り新井掘割水路を通り、在日米軍や海上自衛隊の艦船を間近に観察できるのがこの遊覧船の特徴である。2008年9月より定期航路化され、平日5 - 6便、休日6 - 7便の定期船を運航している。

## アクセス
コースカベイサイドストアーズ（旧称：ショッパーズプラザ横須賀）裏の「汐入桟橋」から出港する。
- 京急本線汐入駅 - 国道16号線上の歩道橋を経由し徒歩5分
- 横須賀線横須賀駅 - ヴェルニー公園を経由し徒歩10分。
- 自家用車の場合は、コースカベイサイドストアーズ内の駐車場利用が推奨される。観光バスはヴェルニー公園駐車場を利用する。